# レラ・ローション
レラ・ローション（Lela Rochon、1964年4月17日 - ）は、アメリカ合衆国の女優。

## 出演作品
- ホワイト・プリンセス
- 5人の女刑事たち　ザ・ディヴィジョン（アンジェラ・リード）
- エニイ・ギブン・サンデー
- ホワイ・ドゥ・フールズ・フォール・イン・ラブ
- ビッグ・ヒット
- ノック・オフ
- ギャングシティ
- チェンバー/凍った絆
- ため息つかせて
- 探偵フォックス・非情の罠